# Het Laatste Nieuws
«Лаатсте нивс» (нидерл. Het Laatste Nieuws — «Последние новости») — бельгийская ежедневная газета на нидерландском языке, наиболее крупнотиражное периодическое издание Бельгии.

## История
Газета «Лаатсте нивс» издаётся с 1888 года. Первый номер вышел в свет 7 июля 1888 года, за пять дней до всеобщих выборов. Первым издателем газеты стал Юлиус Хосте, ставивший перед ней две задачи — пропаганду либеральных ценностей и защиту интересов фламандцев в Брюсселе в условиях «французской буржуазной гегемонии». В этом качестве «Лаатсте нивс» стала рупором фламандского национализма и антиклерикализма, способствовала спасению Королевского фламандского театра, ставившего спектакли на нидерландском языке, и избранию первой фламандской либеральной городской администрации в Генте в 1907 году.
После смерти Юлиуса Хосте-отца управление газетой перешло к его сыну, носившему то же имя. Юлиус Хосте-сын смягчил резкий тон публикаций, сделав «Лаатсте нивс» более умеренной и академичной. При нём в газете стало появляться больше местных новостей, что способствовало её распространению в разных регионах Бельгии. В ходе Второй мировой войны Хосте был вынужден бежать из Бельгии, но газета продолжала издаваться в условиях немецкой оккупации, и после войны владельцу пришлось восстанавливать её репутацию с нуля.
Политическая линия «Лаатсте нивс» оставалась неизменно либеральной и после смерти Хосте-сына в 1954 году. В 1955 году основан Фонд «Лаатсте нивс», в статуте которого идут прямые отсылки к «Оксфордскому манифесту» — идеологической программе Либерального Интернационала. Статут гарантировал журналистам и читателям сохранение либеральной идеологии «Лаатсте нивс». В 1957 году, в условиях усиливающейся конкуренции со стороны телевидения, произошло частичное слияние издательских домов двух ведущих либеральных изданий Бельгии — «Лаатсте нивс» и антверпенской De Nieuwe Gazet — завершившееся шесть лет спустя. По условиям объединения «Лаатсте нивс» становилась региональным изданием, но сохраняла собственный редакторский штат. В 1970—1980-е годы контроль над «Лаатсте нивс» переходит к семейству ван Тилло, в 1989 году приобретшему также левую газету De Morgen. Редакции центристской «Лаатсте нивс» и De Morgen остаются независимыми друг от друга.

## Современное состояние
С 1993 года газетный концерн, включающий «Лаатсте нивс», De Nieuwe Gazet и De Morgen, является собственностью издательской группы De Persgroep. В 1995—1996 годах «Лаатсте нивс» была крупнейшей национальной газетой Бельгии с более чем 300 тысяч подписчиков (для сравнения, у крупнейшей франкоязычной бельгийской газеты Le Soir число подписчиков было немногим более 180 тысяч). С 2008 года газета выходит в уменьшенном формате, номера в понедельник включают два спортивных приложения, а в субботу — еженедельный женский журнал NINA.